# Jaan Kabin
Jaan Kabin (* 26. Februar 1938 in Tartu) ist ein estnischer Unternehmer.

## Leben
Jaan Kabin war in den letzten Jahren der Estnischen SSR erster stellvertretender Leiter der Organisation Eesti Kolhoosiehitus (EKE), die in der sozialistischen Planwirtschaft für den Bau von Kolchos- und anderen Gebäuden zuständig war.
Kabin war vom 18. Juni bis zum 21. Oktober 1992 Bauminister in der kurzlebigen (Übergangs-)Regierung der Republik Estland unter Ministerpräsident Tiit Vähi.
Nach seinem Ausscheiden aus dem Kabinett ging Kabin in den Aufsichtsrat des Immobilieninvestors- und -entwicklers EKE Invest, der durch die Privatisierung von Staatseigentum Anfang der 1990er Jahre und eigenen Großprojekten in ganz Estland zu einem erfolgreichen Großunternehmen wurde.